# Carmela Abad Mendieta
Carmela Abad Mendieta (Pampas, 1948) es una escritora peruana.

## Biografía
Nació en Pampas, Provincia de Tayacaja, Departamento de Huancavelica, Perú, el 20 de mayo de 1948. Estudió primaria y secundaria en la ciudad de Huancayo y sus estudios superiores los hizo en la Universidad Nacional del Centro. Es profesora de lengua y literatura. Ha trabajado en varios colegios de educación secundaria, en la Universidad Nacional de Educación y en el Instituto Superior Pedagógico San Marcos. Es autora de textos poéticos, históricos y didácticos.

## Catálogo
Bajo la sombra en flor
Poemario de intensa ternura donde la subjetividad deja traslucir un arte de mucha sensibilidad. De lo que se colige que cuando la fuerza creativa es el motor fundamental de la literatura los recursos expresivos se amoldan solos para redondear una comunicación intensa de belleza y poesía. 

Dile al trigal que silencie
el rumor de nuestros besos
y guarde en la hierba tendida
tus caricias.

Bajo la sombra en flor ciertamente es un libro de poemas que asombra por la delicada filigrana que sus versos nos transfieren enriquecidas por el sello lírico, cuya imagen de sencilla modernidad sugerente la coloca como una de las mejores poetisas de acento andino de la actualidad.   
Luna lunera

Al bagrecito
el pez más viejo del río
que en noches de luna llena
navegaba rumbo al mar.
Al bagrecito
lleno de cartas y encargos
de peces del caserío.
Al bagrecito
que llegó al mar,
dedico este canto mío.
 Canto dedicado al Bagrecito de Francisco Izquierdo Ríos, maestro y pionero de la literatura infantil.

Es un poemario elaborado con la canción de los niños y el juego de la fantasía. A través de la palabra, personajes y acciones avivan entusiasmos, donde la frescura y limpieza de estilo nos llevan al encanto de la literatura infantil. 
La poeta, a la misma vez maestra, redondea versos de una creación muy exquisita conservando siempre su esencia creativa y la naturaleza artística de la poesía
Silbo de alondra
Este poemario consta de tres partes: danza con el ritmo de mi corazón, Caramelos de anís y Tres harauis y redondea su mensaje teniendo como fuente fundamental la vida y el buen uso de la palabra artística. En  él se dan textos de mucha intensidad creativa que demuestran  que la poesía va unida a la vida y que para expresarla están la imagen, el símbolo y la metáfora, no como un medio, sino como una cuestión esencial. 

Chicha de jora
con aroma a cedrón
a ternura
a hierba luisa
vendía
Adelinda linda
con sus peinetas de nácar
y sus trenzas
de mestiza,
vendía en las tardes
y en sus ojos
descansaba verde
la hierba de los caminos.
Chicha de jora

 Es emoción y estremecimiento estético lo que ocurre en cada poema de Silbo de alondra.
Cómo aprenden poesía los niños
Es una antología poética con una introducción didáctica donde se dan pautas para el ejercicio creativo del verso. En la selección prima la naturaleza artística de los textos para que los pequeños lectores se enfrenten con la belleza de la palabra y están presentes los más genuinos representantes de la poesía infantil peruana y universal. 

## Coautoría conFélix Huamán Cabrera
Junín y sus lecturas
Es un libro basado en diferentes y diversos textos, propios y ajenos, de la cultura del departamento de Junín. Elaborado y estructurado con el fin educativo de la lectura; de ahí la variabilidad de formas expresivas y los módulos  que sirven para conducir un proceso de enseñanza- aprendizaje de la comunicación escrita. Está organizado en base de ocho unidades donde se da una rica combinación de textos apropiados para la recepción y comprensión de la lectura del nivel primario.
Wankamayo
La literatura de Junín, ensayos, estudios históricos, geográficos, sociológicos, folklóricos y otros se reúnen en torno  a este texto con una intención didáctica de la enseñanza- aprendizaje de la comunicación escrita en sus niveles de producción de texto y comprensión lectora para la educación secundaria. Esta selección se hace con un objetivo eminentemente educativo donde el criterio pedagógico es lo predominante, por ello se estructura en base de ocho unidades y cada una de ellas, aparte de los textos, se ven reforzadas por la formulación de módulos educativos e instructivos, útiles para el aprendizaje de lengua como una práctica individual y social, y para la literatura como creación y comunicación analítica.
Historia de la literatura peruana, 3 ts.
Estos tres tomos son estudios de la literatura peruana que tienen un fin didáctico y  pretenden ser útiles en la enseñanza- aprendizaje de la comunicación literaria en el nivel secundario y superior. Para ello se hace una periodificación del proceso literario teniendo en cuenta la naturaleza cultural del arte de la palabra como principio determinante, y lo histórico y social como características condicionantes. Por ello el proceso de la literatura peruana está caracterizado, con todo un fundamento de afirmación, de la siguiente manera: 
1. Origen y desarrollo;
2. Supervivencia y resistencia;
3. Etapa de transición;
4. Resurgimiento;
5. Revaloración y expresión andina;
6. Identificación y actualidad.

En los libros se presentan periodos y autores teniendo en cuenta como prioridad los textos de los escritores, luego las caracterizaciones, fundamentos y descripciones de los hechos, como también ensayos de estudio y crítica de las diferentes etapas de la literatura peruana y de los autores. Algunas unidades y obras se completan con la formulación de módulos para la mejor aprehensión de las manifestaciones literarias.